# Serge July
Serge July (París, 27 de desembre del 1942) és un periodista, intel·lectual i editor francès, cofundador amb Jean-Paul Sartre del diari Libération, que va dirigir 1973 a 2006. Actualment treballa a la ràdio francesa RTL i dirigeix cinema. Als anys seixanta, d'ençà que estudiava a la universitat Sorbona de París, va ser un actiu militant comunista.